# Narciarski bieg na orientację na Zimowych Światowych Wojskowych Igrzyskach Sportowych 2010 – drużynowo kobiet
Narciarski bieg na orientację drużynowo kobiet na 1. Zimowych Światowych Wojskowych Igrzyskach Sportowych – jedna z zimowych konkurencji rozgrywana podczas igrzysk wojskowych w ramach biegu na orientację, która odbyła się w dniu 23 marca 2010 w miejscowości Cogne położonej na terenie parku Gran Paradiso w regionie Dolina Aosty we Włoszech.

## Terminarz
Konkurencja rozpoczęła się w dniu 23 marca o godzinie 9:00 (czasu miejscowego). Bieg na orientację kobiet odbywał się równolegle z narciarskim biegiem mężczyzn.
| Harmonogram przebiegu konkurencji | Harmonogram przebiegu konkurencji | Harmonogram przebiegu konkurencji | Harmonogram przebiegu konkurencji |
| Data                              | Godzina rozpoczęcia               | Godzina rozpoczęcia               | Wydarzenie                        |
| Data                              | (UTC+01:00)                       | CET                               | Wydarzenie                        |
| --------------------------------- | --------------------------------- | --------------------------------- | --------------------------------- |
| 23 marca 2010(dts)                | 9:00                              |                                   | Finał                             |

## Uczestniczki
W narciarskim biegu drużynowym kobiet w na orientację, aby mogła uczestniczyć reprezentacja w zawodach musiała liczyć minimalnie 2 lecz nie więcej niż 3 zawodniczki. Bieg drużynowo kobiet wygrały Francuzki w skaldzie z aktualną mistrzynią świata Christelle Gros przed Rosjankami i Litwinkami. Startujące w zawodach pozostałe reprezentacje nie ukończyły biegu lub zostały z powodu pominięcia punktu kontrolnego zdyskwalifikowane.

## Medalistki
| Złoto                                                      | Srebro                                            | Brąz                            |
| Francja                                                    | Rosja                                             | Litwa                           |
| Christelle Gros Élodie Bourgeois-Pin Annik Waxeler Pirrell | Natalia Naumova Natalia Tomiłowa Tatiana Włassowa | Vilma Rudzenskaitė Sandra Pause |

## Końcowa klasyfikacja
| Klasyfikacja końcowa kobiet w narciarskim biegu na orientację - drużynowo | Klasyfikacja końcowa kobiet w narciarskim biegu na orientację - drużynowo                         | Klasyfikacja końcowa kobiet w narciarskim biegu na orientację - drużynowo |
| Miejsce                                                                   | Reprezentacja                                                                                     | Czas                                                                      |
| ------------------------------------------------------------------------- | ------------------------------------------------------------------------------------------------- | ------------------------------------------------------------------------- |
| Miejsce                                                                   | Zawodniczki                                                                                       |                                                                           |
| 1 !                                                                       | Francja                                                                                           | 1:23:04,9                                                                 |
| 1 !                                                                       | Christelle Gros – (1. m. indywidualnie) Élodie Bourgeois-Pin – (3.) Annik Waxeler Pirrell – (10.) | 41:31,5 41:33,4 50:19,6                                                   |
| 2 !                                                                       | Rosja                                                                                             | 1:23:15,6                                                                 |
| 2 !                                                                       | Natalia Naumova – (2.) Natalia Tomiłowa – (4.) Tatiana Włassowa – (5.)                            | 41:31,6 41:44,0 42:13,5                                                   |
| 3 !                                                                       | Litwa                                                                                             | 1:43:24,6                                                                 |
| 3 !                                                                       | Vilma Rudzenskaitė – (8.) Sandra Pause – (15.)                                                    | 50:12,5 53:12,1                                                           |